# پارک شبه‌ملی هیونوسن-اوشی‌یاما-ناگیسان
پارک شبه‌ملی هیونوسن-اوشی‌یاما-ناگیسان (به لاتین: Hyōnosen-Ushiroyama-Nagisan Quasi-National Park) یک منطقهٔ مسکونی در ژاپن است که در استان هیوگو واقع شده‌است.